# Raluca Olaru (halterófila)
Raluca Andreea Olaru (26 de enero de 2001) es una deportista rumana que compite en halterofilia. Ganó una medalla de bronce en el Campeonato Europeo de Halterofilia de 2021, en la categoría de 71 kg.

## Palmarés internacional
| Campeonato Europeo | Campeonato Europeo | Campeonato Europeo | Campeonato Europeo |
| Año                | Lugar              | Medalla            | Categoría          |
| ------------------ | ------------------ | ------------------ | ------------------ |
| 2021               | Moscú (Rusia)      | Medalla de bronce  | 71 kg              |